# Conognatha macleayi
Conognatha macleayi es una especie de escarabajo del género Conognatha, familia Buprestidae. Fue descrita científicamente por Donovan en 1825.